# NGC 7523
NGC 7523 (другие обозначения — PGC 70726, ZWG 431.18, KUG 2311+137) — галактика в созвездии Пегас.
Этот объект входит в число перечисленных в оригинальной редакции «Нового общего каталога».